# Claus Müller (Politiker)
Claus Müller (* 1941) ist ein Hamburger Politiker der Sozialdemokratischen Partei Deutschlands und ehemaliges Mitglied der Hamburgischen Bürgerschaft.
Claus Müller ist gelernter Gewerbelehrer und arbeitete als Fachleiter und Studiendirektor.
Er ist Mitglied der SPD und saß von 1991 bis 1997 in der Hamburgischen Bürgerschaft. Für  seine Fraktion war er unter anderem im Ausschuss für Wissenschaft und Forschung, Bauausschuss und Eingabenausschuss. Zudem war er in der 15. Wahlperiode Vorsitzender des Stadtentwicklungsausschusses.